# 暗绿背鸬鹚
暗绿背鸬鹚（学名：Phalacrocorax capillatus）为鸬鹚科鸬鹚属的鸟类，又称特明氏鸬鹚、斑头鸬鹚、绿背鸬鹚、暗綠背鸕鶿。是原產於東古北界的鸕鶿。

## 描述
其身體為黑色，喉嚨和臉頰為白色，嘴部部分呈黃色。

## 分佈與棲地
夏季分布于西伯利亚东部沿岸、萨哈林岛、南韓、日本北部及中国大陆的东北、河北、山东，冬季向南沿中国海岸迁抵华南地区，多见于福建，罕见于台湾等地。一般生活于宽阔的水域，如池塘、湖泊等及筑巢于海边的悬崖峭壁的岩石间。该物种的模式产地在日本。

## 習性
該物種具有遷徙性，並且已被觀察到能夠潛入相當深度以尋找食物。

## 文化
丹氏鸕鶿是被漁民馴養的鸕鶿之一，在日本有一種名為ukai（鵜飼）（字面意思為“飼養鸕鶿”）的傳統。在日語中，它被稱為umiu（ウミウ sea cormorant）。長良川著名的長良川鵜飼與這種特定的鸕鶿合作捕捉香魚。

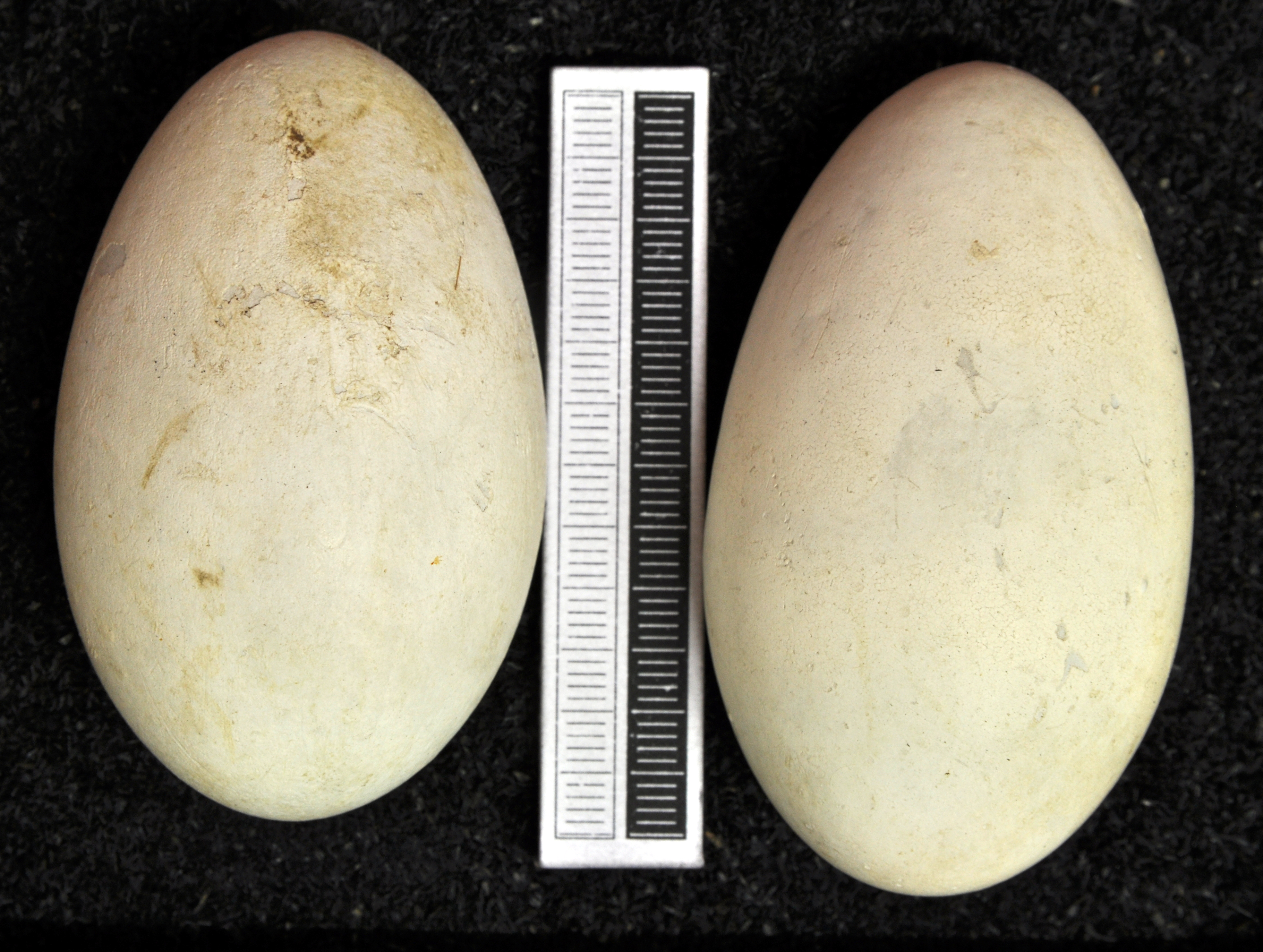
Eggs, Collection Museum Wiesbaden